# 白くま (プロレスラー)
白くま（しろくま、生年月日不明 - ）は、氷菓「白くま」をモチーフにした日本の覆面レスラー。

## 経歴
- 2014年8月10日、九州プロレス博多スターレーン大会の対藤田ミノル戦でデビュー。

## 得意技
白くまバスター
白くまプレス
白くまドロップ
ラリアット

## 入場曲
- Shirokuma by Jabberloop

## タイトル歴
- 大阪プロレスお笑い王座